# Otto Alscher

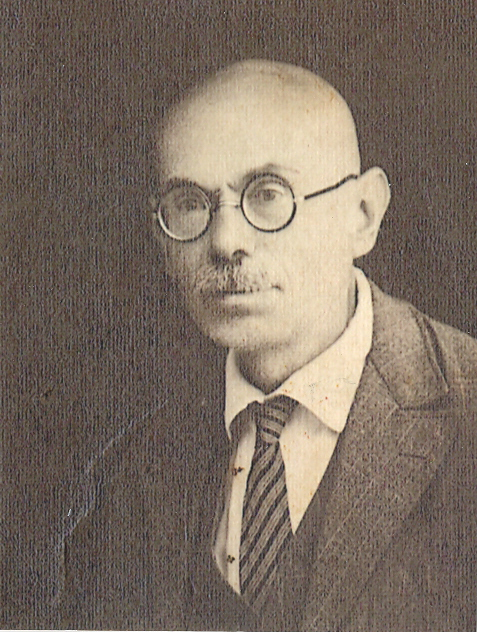
Otto Alscher (1880–1944)
Das Foto entstand vermutlich 1933/1934.

Otto Alscher (* 8. Januar 1880 in Perlasz, Königreich Ungarn, Österreich-Ungarn; † 29. Dezember 1944 in Târgu Jiu, Königreich Rumänien) war ein österreichischer und rumäniendeutscher Schriftsteller.  In der Literaturgeschichte wird er auch als „ein deutscher Dichter Ungarns“ erwähnt. Besonders bekannt wurde er durch seine Tiergeschichten und Schilderungen des Tierlebens.

## Herkunft und Familie
Otto Alscher wurde als ältestes von drei Kindern eines Fotografen in Perlasz, einer Militär-Grenzgemeinde, geboren. 1891 ließ sich die Familie in Orschowa nieder und eröffnete dort das erste Fotoatelier der Region. Otto Alscher heiratete 1904 die literarisch ambitionierte Kindergärtnerin Leopoldine Elisabeth Amon (alias Else Alscher); der Ehe entstammten drei Kinder. Später verließ Alscher seine Familie und lebte in einer Beziehung mit der zwanzig Jahre jüngeren Lehrerin Elisabeth Amberg, aus der fünf Kinder hervorgingen.

## Leben
Alscher besuchte die ungarische Schule und absolvierte ab 1898 eine Ausbildung zum Grafiker in der k. k. Lehr- und Versuchsanstalt für Photographie und Reproduktionsverfahren. Alscher war naturverbunden, verehrte Nietzsche und fand Anschluss an die Kreise der Wiener Bohème. Er wurde Schriftsteller und Journalist und baute nach seiner Hochzeit ein Haus im Tal von Gratzka, in der Nähe von Orschowa, wo er lebte und arbeitete. Seit 1911 war er als Journalist in Budapest tätig. Hier wirkte er bei verschiedenen Tageszeitungen wie beim Pester Lloyd im Bereich des Feuilleton und hatte für eine Zeit eine leitende Funktion beim Budapester Tageblatt inne, wo er deutsche Autoren wie Nikolaus Schmidt, Johann Eugen Probst oder Adam Müller-Guttenbrunn förderte.
1915 wurde Alscher zum Kriegsdienst einberufen. Anfänglich hatte er den Ersten Weltkrieg noch propagiert, entwickelte sich jedoch später zum Kriegsgegner. Nach seinem Einsatz an der Front wurde er 1916 wegen einer Malariaerkrankung ausgemustert und betätigte sich darauf im Pressedienst. Ab 1918 war er Herausgeber des Banater Bauernblatts. Er arbeitete für die Belgrader Zeitung und wirkte ab 1919 als Redakteur beim Deutschen Tageblatt in Budapest. Er war außerdem Mitglied und Sekretär beim Deutschen Volksrat, wo er sich für die Rechte der deutschen Minderheiten in Ungarn sowie für die Angliederung Banats an das Königreich Rumänien einsetzte. Aus politischen Gründen musste er dann auch Budapest verlassen und war anschließend in Timișoara bei der Tageszeitung Deutsche Wacht und anschließend bei der Zeitung Schwäbische Volkspresse tätig. Hier war er gemeinsam mit Franz Xaver Kappus – mit dem er bereits früher zusammengearbeitet hatte – ein Advokat für das Deutschtum in der Region. Anlässlich einer Feierstunde der Kulturkammer der Deutschen Volksgruppe in Rumänien am 16. Januar 1943 in Timișoara verlieh „Volksgruppenführer“ Andreas Schmidt ihm „in Anbetracht der hohen Verdienste auf dem Gebiete der kulturellen Leistung“ den Ehrentitel eines Kulturrates.
Alscher kehrte darauf in das Haus in Gratzka zurück. Während des Zweiten Weltkriegs trat Rumänien nach dem Königlichen Staatsstreich im August 1944 an die Seite der Alliierten. Bereits im September wurde Alscher in Târgu Jiu interniert. Nach Angaben seiner Tochter Edith konnte er im Oktober 1944 fliehen und lief etwa 100 km zu Fuß nach Hause, wurde jedoch in der Orschowaer Innenstadt erneut verhaftet und verstarb kurze Zeit später im Internierungslager von Târgu Jiu.

## Werk
Die Liebe zur Natur ist bezeichnend für Alschers Erzählungen. In Strömungen - Sieben Erzählungen neuerer Dichter von 1919 ist Alscher mit der Kurzgeschichte „Die Hunde“ vertreten. Alscher stellt seine Figuren während einer Arktis-Expedition vor eine existentielle Entscheidung. Im Gefühl des Eingebundenseins in die Gesetzlichkeiten der Evolution führt der Erzähler das Scheitern der Zusammenarbeit zwischen Forschern und Schlittenhunden darauf zurück, dass den abstrakt denkenden Menschen das Wesen der Landschaft sowie das der Schlittenhunde fremd bleibt.
Zu einer Synthese menschlicher und tierischer Erfahrungen kommt es im 1912 erschienenen Roman Gogan und das Tier, worauf eine zeitlose Stimme im inneren Monolog Gogans deutet. Als der Zug durch die heimatliche Landschaft fährt, antizipiert der Protagonist (Alschers Alter Ego) seine Verwirklichung, als „ein Augenblick und eine Seele“. Der Roman erschien 1912 im Vorabdruck durch die expressionistische Zeitschrift Der Brenner. Ebenfalls 1912 erschien die Jagd-Szene des Romans in der Anthologie Das 26. Jahr des S. Fischer-Verlags.
1917 erschien Alschers erster Band mit Tiergeschichten Die Kluft, Rufe von Menschen und Tieren bei Albert Langen (München). Sowohl die Raubtiergestalten als auch Die Hunde, die Hermann Hesse als „neuere Dichtung“ auswählte, wie es im Geleitwort heißt, sind in ihrer Wahrnehmung und ihren moralischen Entscheidungen dem Menschen überlegen.
1919/20 knüpfte Alscher an die ästhetisch-ethischen Maßstäbe der Wiener Secession mit dem Fortsetzungsroman Kämpfer an. Hier lassen sich einerseits seine Figuren auf das Zusammenspiel zwischen Lebenskunst und Kampf ums Dasein in der Natur ein, andererseits siechen groteske Tier- und Menschengestalten vor dem Hintergrund einer bürgerlichen Kulisse dahin.
Der Band Tiergeschichten.Tier und Mensch steht in der Tradition der Tiergeschichte der Weltliteratur. Hier verwendet er Themen der Natur und der Mensch-Tier-Beziehung, ähnlich wie Jack London. Die gebrochene Zehe Alschers erzählt von einem Wolf, der den Hund eines Jägers getötet hat, und sich durch seine im Schnee hinterlassenen Spuren verrät. Alschers Verfolger handelt von Revier-Kämpfen zwischen Mensch und Tier. In Der Furchtbare geht es um den „furchtbaren“, unbesiegbaren Sohn einer gefangenen Adlermutter. Der Adler versetzt ein Dorf in Furcht, solange seine Mutter gefangen gehalten wird. Dieser Text erschien zusammen mit Londons Der Ruf ertönt sowie Von Wölfen gejagt.
1936 wurde der Autor aufgrund seiner ideologisch unangepassten Nietzsche-Interpretation kritisiert, daher lehnte der Albert Langen-Verlag das Manuskript des bereits in Fortsetzungen abgedruckten Romans Zwei Mörder in der Wildnis ab, obwohl Alscher mit der Charakterdarstellung des völkisch korrekten Paars Zugeständnisse an eine nationalistisch überhebliche Ideologie gemacht hatte.
1944 verbindet Alscher seine Todesahnung mit einer sowohl idyllischen als auch gefährdeten Traumlandschaft in Der Bär im Sommersegen und Der Bär im Früchtesegen. Die Prosa ist identisch, in Der Bär im Sommersegen ist jedoch ein Gedicht eingefügt, das das Naturerlebnis in eine unerreichbare Ferne rückt.
Zu Alschers Comeback im 21. Jahrhundert gab das Werk Die Bärin. Natur- und Tiergeschichten aus Siebenbürgen, ein Band mit Wildtier-Kurzgeschichten, einen entscheidenden Impuls. 2003 erschien die Anthologie Aus dem Leben der Tiere. Die schönsten Geschichten aus aller Welt bei Das Beste mit Alschers Werken Die Bärin und Mein Freund Walter, der Uhu.

## Veröffentlichungen (Auswahl)
- Zigeuner. Novellen, Langen Verlag, München, 1914
- Wie wir leben und lebten. Erzählungen, Kulturverband Timisoara-Temeschburg, 1915
- Die Kluft. Rufe von Menschen und Tieren, Langen Verlag, München, 1917
- Belgrader Tagebuch. Feuilletons aus dem besetzten Serbien 1917–1918, (Hrsg. Franz Heinz), Kriterion-Verlag, 1975
- Tier und Mensch, A. Langen, München 1928
- Zwischenspiel im Mondschein. Tiergeschichten, (mit Heinz Stanescu), Jugendverlag Bukarest, 1967
- Die Straße der Menschen und andere Erzählungen, Literaturverlag Bukares, 1968
- Gogan und das Tier, Roman, Kriterion-Verlag, Bukarest, 1970
- Der Löwentöter. Ein Urweltroman, Kriterion-Verlag, Bukarest 1972
- Das Rätsel eines Wolfes, Ion-Creangă-Verlag, Bukarest, 1975
- Tier- und Jagdgeschichten, Kriterion-Verlag, Bukarest, 1977
- Der Weg aus den Wäldern. Tier- u. Jagdgeschichten, Ion-Creangă-Verlag, Bukarest, 1980
- Belebte Nacht. Tier- und Jagdgeschichten, (Hrsg. Franz Heinz), Kriterion-Verlag, Bukarest, 1981
- Erzählungen, Verlag Landsmannschaft der Banater Schwaben, München, 1995, ISBN 973-97541-2-0
- Die Bärin. Natur- und Tiergeschichten aus Siebenbürgen. (Hrsg. Helga Korodi), Verlag Natur + Text, Rangsdorf, 2000,  ISBN 978-3-9807627-0-0
- Ich bin ein Flüchtling, Roman, Wentworth PR, 2018, ISBN 978-0-341-54484-5